# Capi dell'esecutivo di Hong Kong
Dalla sua istituzione nel 1997 i capi dell'esecutivo di Hong Kong a succedersi sono stati cinque. L'attuale capo dell'esecutivo di Hong Kong (detto anche governatore) è John Lee Ka-Chiu
| Nr. | Ritratto | Nome (Nascita-Morte)           | Mandato        | Mandato        | Termine |
| --- | -------- | ------------------------------ | -------------- | -------------- | ------- |
| 1   |          | Tung Chee-hwa 董建華 (1937)    | 1º luglio 1997 | 12 marzo 2005  | 1       |
| 1   | 2        | Tung Chee-hwa 董建華 (1937)    | 1º luglio 1997 | 12 marzo 2005  |         |
| 2   |          | Donald Tsang 曾蔭權 (1944)     | 21 giugno 2005 | 30 giugno 2012 |         |
| 2   | 3        | Donald Tsang 曾蔭權 (1944)     | 21 giugno 2005 | 30 giugno 2012 |         |
| 3   |          | Leung Chun-ying 梁振英 (1954)  | 1º luglio 2012 | 30 giugno 2017 | 4       |
| 4   |          | Carrie Lam 林鄭月娥 (1957)     | 1º luglio 2017 | 30 giugno 2022 | 5       |
| 5   |          | John Lee Ka-chiu 李家超 (1957) | 1º luglio 2022 | in carica      | 6       |